# Parasabella jamaicensis
Parasabella jamaicensis är en ringmaskart som beskrevs av Augener 1924. Parasabella jamaicensis ingår i släktet Parasabella och familjen Sabellidae. Inga underarter finns listade i Catalogue of Life.